# Huangzhong
Huangzhong är ett härad som lyder under Xinings stad på prefekturnivå i Qinghai-provinsen i västra Kina.